# Loma de San Miguel
Loma de San Miguel är en ort i Mexiko, tillhörande kommunen Almoloya de Juárez i den västra delen av delstaten Mexiko, i den centrala delen av landet. Orten hade 1 676 invånare vid folkräkningen 2010.